# Họ Gạc nai
Họ Gạc nai (danh pháp khoa học: Escalloniaceae) là một họ thực vật có hoa bao gồm khoảng 130 loài trong 9 chi. Trong hệ thống APG II nó là một trong 8 họ thuộc về nhánh euasterids II (campanulids) mà không được đặt trong bộ nào. Các nghiên cứu gần đây cho thấy hai trong số các họ này, Eremosynaceae và Tribelaceae, phát sinh từ trong họ Escalloniaceae; và hiện tại hệ thống APG III cũng như website của Angiosperm Phylogeny Group đã hợp nhất hai họ này vào trong họ Escalloniaceae, và đưa họ Escalloniaceae mở rộng vào trong bộ Escalloniales. Khu vực sinh sống của các loài trong họ này là Réunion, đông Himalaya và Hoa Nam tới đông Australia và New Zealand, Trung và Nam Mỹ.

## Các chi
Họ này phân bố rộng khắp tại Nam bán cầu, như tại Nam Mỹ (Escallonia, Tribeles và Valdivia), Australasia và Đông Nam Á (Polyosma), Australia và Tasmania (Anopterus, Eremosyne, Polyosma), đảo Reunion ở phía đông Madagascar (Forgesia). Tất cả các chi này từng có khi được đặt trong họ Escalloniaceae định nghĩa rộng hơn, nhưng chỉ có các chi Anopterus, Escallonia, Forgesia và Valdivia là luôn ổn định tại đây. Ba chi còn lại từng được xử lý như là các họ đơn chi (Eremosynaceae, Polyosmaceae và Tribelaceae; như trong hệ thống APG năm 1998), trong khi Escalloniaceae trong hệ thống APG năm 1998 thì ngoài các chi Anopterus, Escallonia, Forgesia và Valdivia còn bao gồm cả Quintinia (hiện nay coi là thuộc họ Paracryphiaceae) và dường như là cả Platyspermation (hiện nay coi là thuộc họ Alseuosmiaceae). Chi thứ hai hiện nay đã được đặt chắc chắn trong bộ Asterales, gần với Alseuosmia trong họ Alseuosmiaceae, trong khi Quintinia có quan hệ họ hàng gần với Paracryphia và Sphenostemon (họ Paracryphiaceae) và nhánh đó chỉ có quan hệ họ hàng xa với Escalloniaceae.
Theo Lundberg (2001) thì họ này chứa các chi sau:
- Anopterus
- Eremosyne
- Escallonia
- Forgesia
- Polyosma
- Tribeles
- Valdivia

## Phát sinh chủng loài
Cây phát sinh chủng loài dưới đây lấy theo Tank và Donoghue (2010).
|  | Escallonia                                            |
|  |                                                       |
|  | \| \| Forgesia \| \| \| \| \| \| Valdivia \| \| \| \| |
|  |                                                       |
|  | Forgesia                                              |
|  |                                                       |
|  | Valdivia                                              |
|  |                                                       |

|  | Forgesia |
|  |          |
|  | Valdivia |
|  |          |

|  | Escallonia                                            |
|  |                                                       |
|  | \| \| Forgesia \| \| \| \| \| \| Valdivia \| \| \| \| |
|  |                                                       |
|  | Forgesia                                              |
|  |                                                       |
|  | Valdivia                                              |
|  |                                                       |

|  | Forgesia |
|  |          |
|  | Valdivia |
|  |          |

|  | Escallonia                                            |
|  |                                                       |
|  | \| \| Forgesia \| \| \| \| \| \| Valdivia \| \| \| \| |
|  |                                                       |
|  | Forgesia                                              |
|  |                                                       |
|  | Valdivia                                              |
|  |                                                       |

|  | Forgesia |
|  |          |
|  | Valdivia |
|  |          |

|  | Escallonia                                            |
|  |                                                       |
|  | \| \| Forgesia \| \| \| \| \| \| Valdivia \| \| \| \| |
|  |                                                       |
|  | Forgesia                                              |
|  |                                                       |
|  | Valdivia                                              |
|  |                                                       |

|  | Forgesia |
|  |          |
|  | Valdivia |
|  |          |

|  | Escallonia                                            |
|  |                                                       |
|  | \| \| Forgesia \| \| \| \| \| \| Valdivia \| \| \| \| |
|  |                                                       |
|  | Forgesia                                              |
|  |                                                       |
|  | Valdivia                                              |
|  |                                                       |

|  | Forgesia |
|  |          |
|  | Valdivia |
|  |          |

|  | Escallonia                                            |
|  |                                                       |
|  | \| \| Forgesia \| \| \| \| \| \| Valdivia \| \| \| \| |
|  |                                                       |
|  | Forgesia                                              |
|  |                                                       |
|  | Valdivia                                              |
|  |                                                       |

|  | Forgesia |
|  |          |
|  | Valdivia |
|  |          |

|  | Escallonia                                            |
|  |                                                       |
|  | \| \| Forgesia \| \| \| \| \| \| Valdivia \| \| \| \| |
|  |                                                       |
|  | Forgesia                                              |
|  |                                                       |
|  | Valdivia                                              |
|  |                                                       |

|  | Forgesia |
|  |          |
|  | Valdivia |
|  |          |

|  | Escallonia                                            |
|  |                                                       |
|  | \| \| Forgesia \| \| \| \| \| \| Valdivia \| \| \| \| |
|  |                                                       |
|  | Forgesia                                              |
|  |                                                       |
|  | Valdivia                                              |
|  |                                                       |

|  | Forgesia |
|  |          |
|  | Valdivia |
|  |          |

|  | Escallonia                                            |
|  |                                                       |
|  | \| \| Forgesia \| \| \| \| \| \| Valdivia \| \| \| \| |
|  |                                                       |
|  | Forgesia                                              |
|  |                                                       |
|  | Valdivia                                              |
|  |                                                       |

|  | Forgesia |
|  |          |
|  | Valdivia |
|  |          |

|  | Escallonia                                            |
|  |                                                       |
|  | \| \| Forgesia \| \| \| \| \| \| Valdivia \| \| \| \| |
|  |                                                       |
|  | Forgesia                                              |
|  |                                                       |
|  | Valdivia                                              |
|  |                                                       |

|  | Forgesia |
|  |          |
|  | Valdivia |
|  |          |

|  | Escallonia                                            |
|  |                                                       |
|  | \| \| Forgesia \| \| \| \| \| \| Valdivia \| \| \| \| |
|  |                                                       |
|  | Forgesia                                              |
|  |                                                       |
|  | Valdivia                                              |
|  |                                                       |

|  | Forgesia |
|  |          |
|  | Valdivia |
|  |          |

|  | Escallonia                                            |
|  |                                                       |
|  | \| \| Forgesia \| \| \| \| \| \| Valdivia \| \| \| \| |
|  |                                                       |
|  | Forgesia                                              |
|  |                                                       |
|  | Valdivia                                              |
|  |                                                       |

|  | Forgesia |
|  |          |
|  | Valdivia |
|  |          |

|  | Escallonia                                            |
|  |                                                       |
|  | \| \| Forgesia \| \| \| \| \| \| Valdivia \| \| \| \| |
|  |                                                       |
|  | Forgesia                                              |
|  |                                                       |
|  | Valdivia                                              |
|  |                                                       |

|  | Forgesia |
|  |          |
|  | Valdivia |
|  |          |

|  | Escallonia                                            |
|  |                                                       |
|  | \| \| Forgesia \| \| \| \| \| \| Valdivia \| \| \| \| |
|  |                                                       |
|  | Forgesia                                              |
|  |                                                       |
|  | Valdivia                                              |
|  |                                                       |

|  | Forgesia |
|  |          |
|  | Valdivia |
|  |          |

|  | Escallonia                                            |
|  |                                                       |
|  | \| \| Forgesia \| \| \| \| \| \| Valdivia \| \| \| \| |
|  |                                                       |
|  | Forgesia                                              |
|  |                                                       |
|  | Valdivia                                              |
|  |                                                       |

|  | Forgesia |
|  |          |
|  | Valdivia |
|  |          |

|  | Escallonia                                            |
|  |                                                       |
|  | \| \| Forgesia \| \| \| \| \| \| Valdivia \| \| \| \| |
|  |                                                       |
|  | Forgesia                                              |
|  |                                                       |
|  | Valdivia                                              |
|  |                                                       |

|  | Forgesia |
|  |          |
|  | Valdivia |
|  |          |

## Hình ảnh

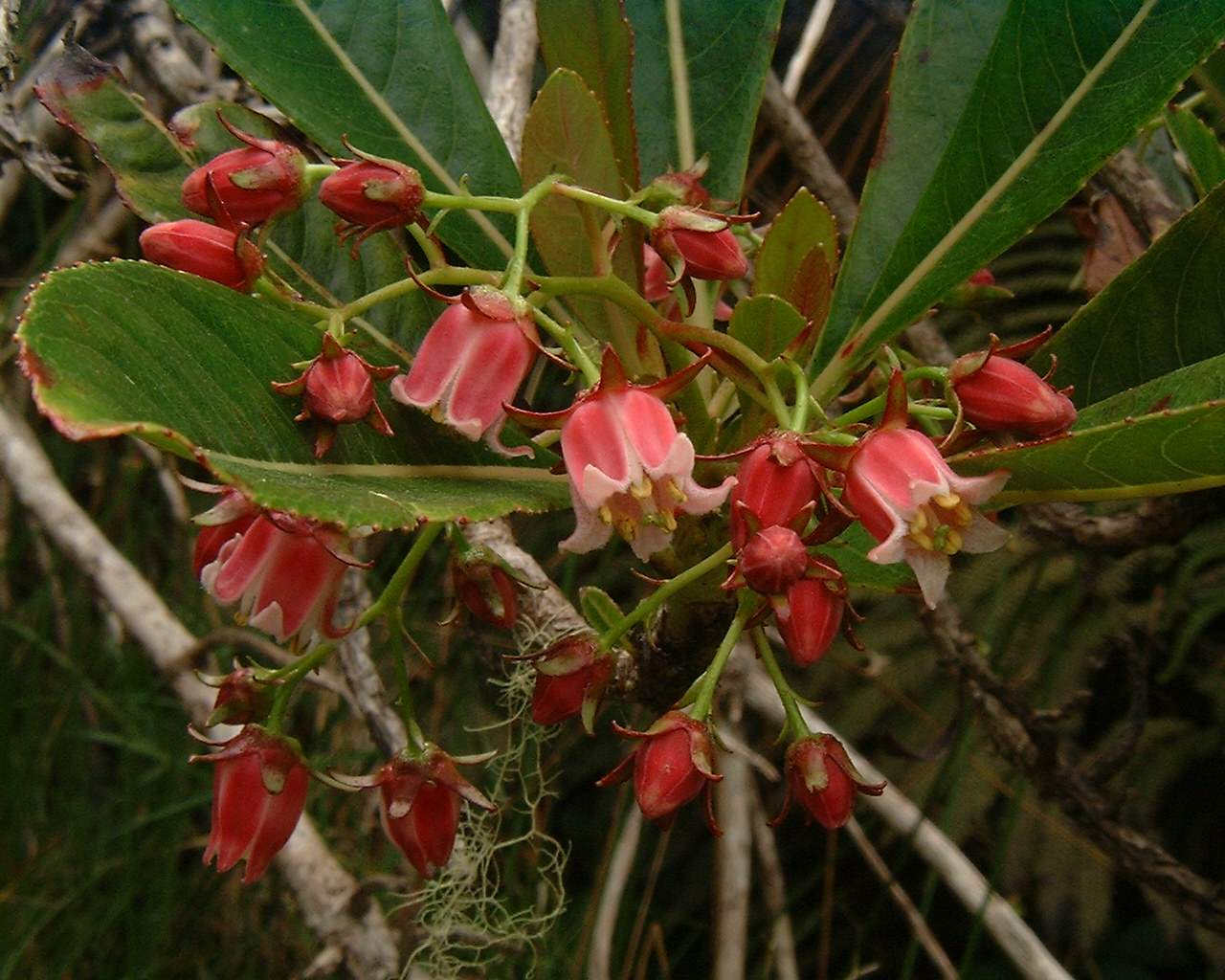
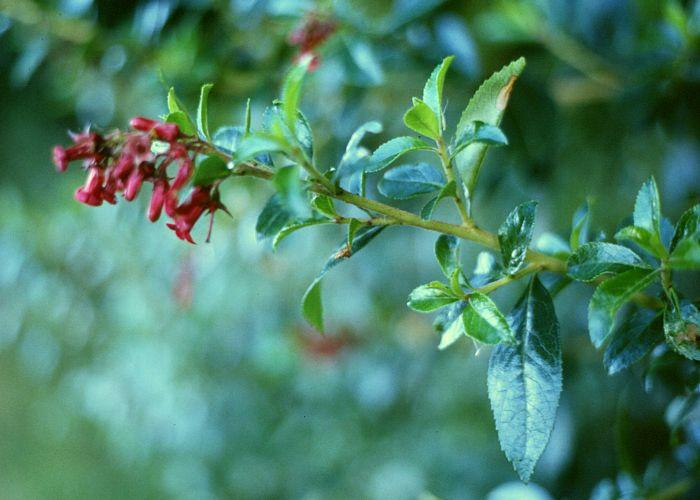
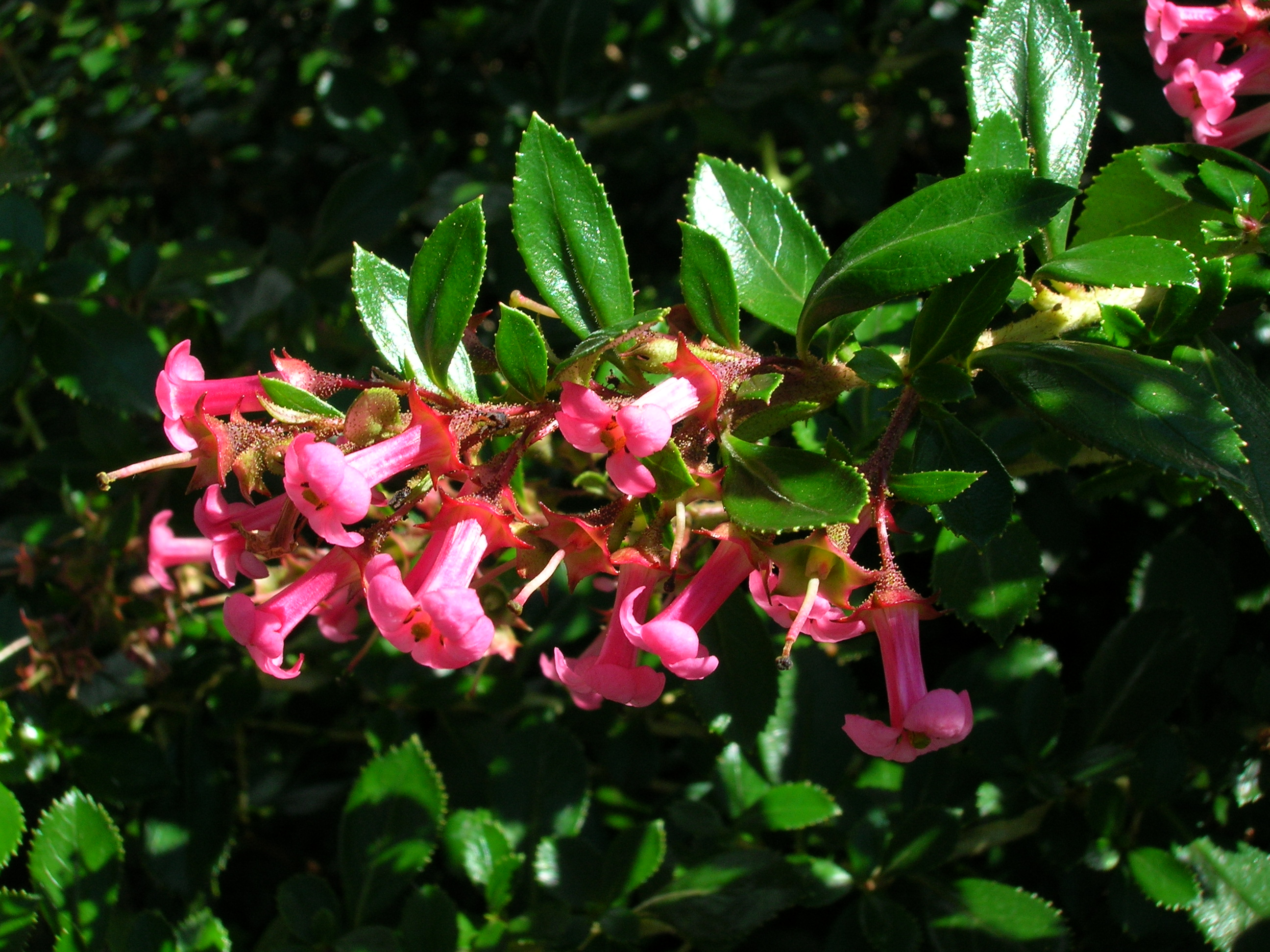
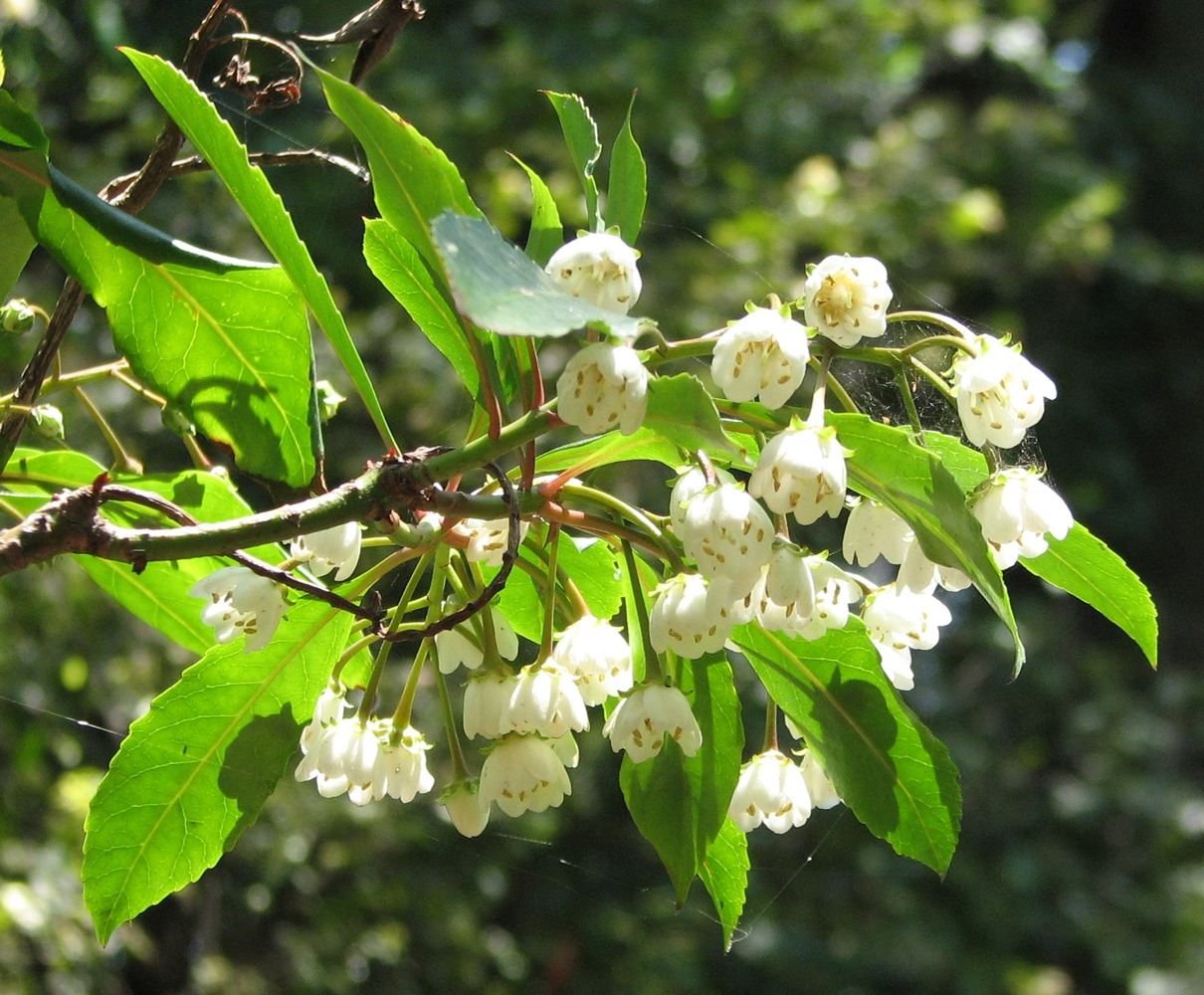